# Актай (Западно-Казахстанская область)
Актай (каз. Ақтай) — село в Каратобинском районе Западно-Казахстанской области Казахстана. Административный центр Каракулского сельского округа. Код КАТО — 275039100.

## Население
В 1999 году население села составляло 980 человек (498 мужчин и 482 женщины). По данным переписи 2009 года, в селе проживали 723 человека (367 мужчин и 356 женщин).